# (341) California
(341) California es un asteroide perteneciente al cinturón de asteroides descubierto el 25 de septiembre de 1892 por Maximilian Franz Wolf desde el observatorio de Heidelberg-Königstuhl, Alemania.
Está nombrado por el estado estadounidense de California.

## Características orbitales
California forma parte de la familia asteroidal de Flora.